# Regentenstraße 41 (Mönchengladbach)

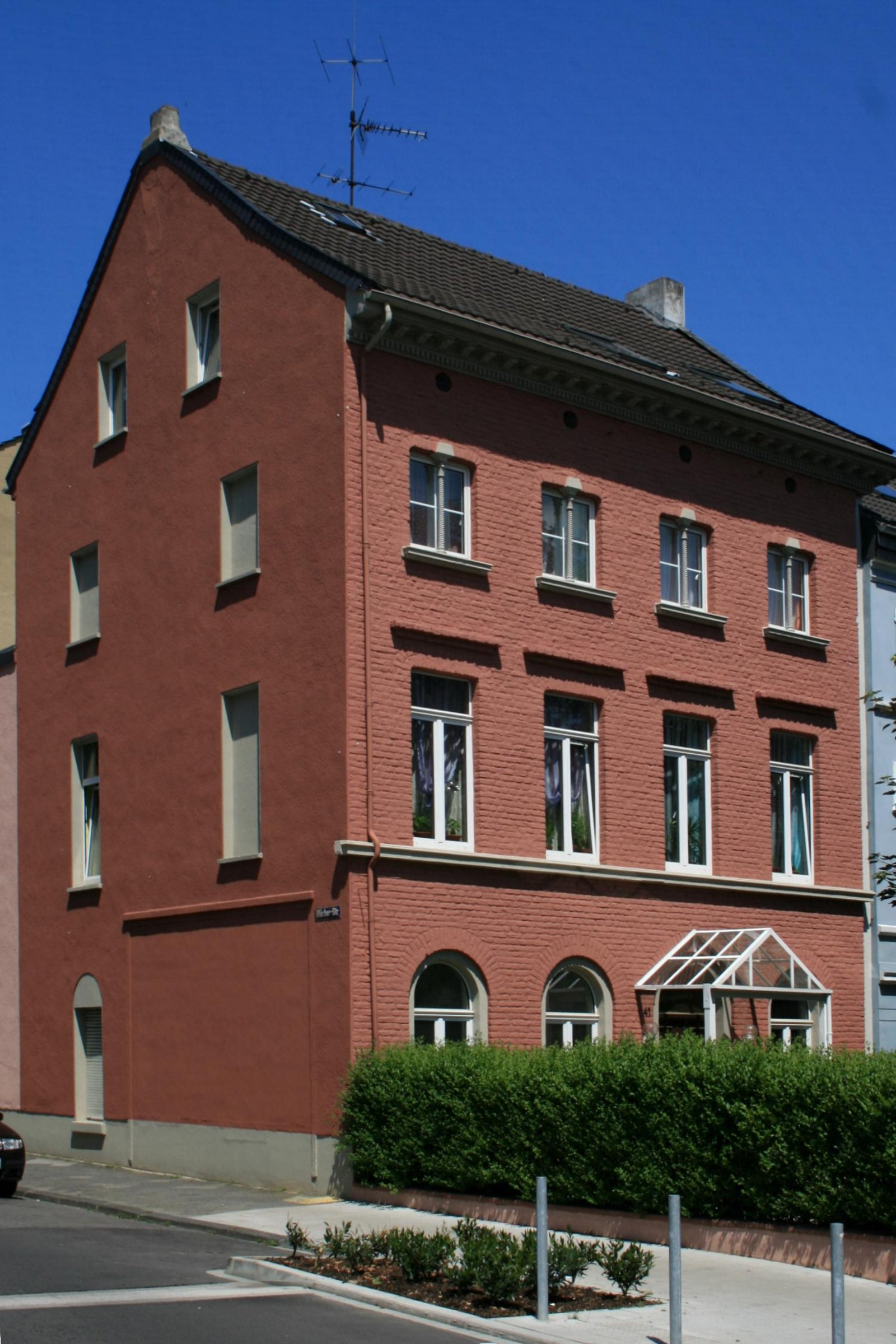
Wohnhaus (2010)

Das Wohnhaus Regentenstraße 41 steht im Stadtteil Eicken in Mönchengladbach (Nordrhein-Westfalen).
Das Gebäude wurde 1870 erbaut. Es wurde unter Nr. R 030 am 7. August 1990 in die Denkmalliste der Stadt Mönchengladbach eingetragen.

## Lage
Das Wohnhaus Nr. 41 steht  auf der Nordseite der Regentenstraße innerhalb einer Baugruppe mit den Nr. 41, 43, 45 und 47. 

## Architektur
Es handelt sich um ein dreigeschossiges, vierachsiges, traufenständiges Wohnhaus, das um 1870 im historischen Stil erbaut wurde. Das Objekt ist aus städtebaulichen und sozialhistorischen Gründen unbedingt schutzwürdig.